# Mia yrmana fremosa treides comigo
Mia yrmana fremosa, treides comigo é uma cantiga de amigo de autoria de Martin Codax.

## Os versos
Mia yrmana fremosa, treides comigo

a la igreja de Vig', u é o mar salido
e miraremo-las ondas.
Mia yrmana fremosa, treides de grado

a la igreja de Vig', u é o mar levado
e miraremo-las ondas.
A la ygreja de Vig', u é o mar levado,

e verrá hy, mia madre, o meu amado
e miraremo-las ondas.
A la ygreja de Vig', u é o mar salido,
e verrá hy, mia madre , o meu amigo
e miraremo-las ondas.